# Neujahrskonzert der Wiener Philharmoniker 1986

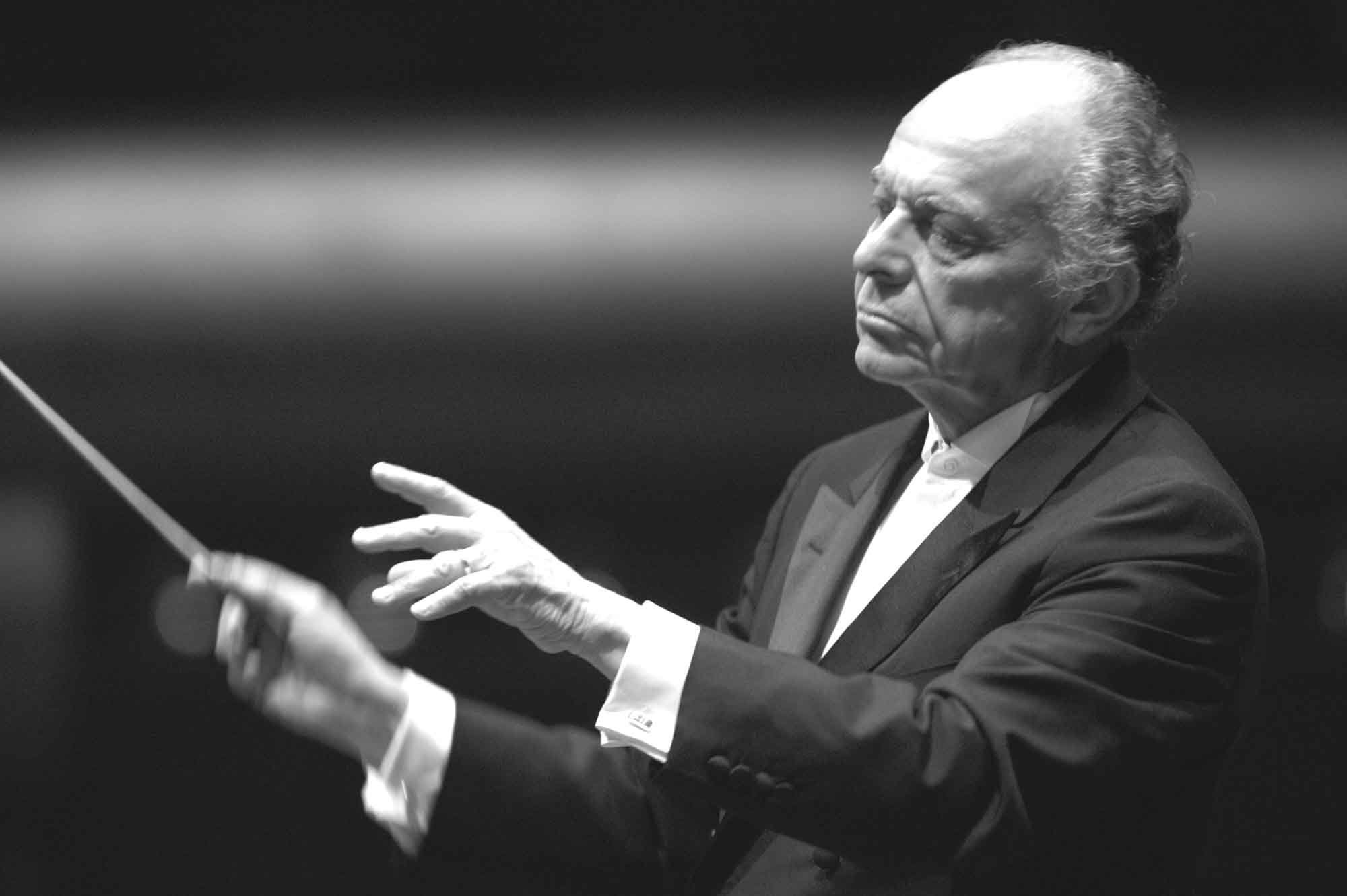
Lorin Maazel (2006)

Das Neujahrskonzert der Wiener Philharmoniker 1986 war das 46. Neujahrskonzert der Wiener Philharmoniker und fand am 1. Jänner 1986 im Wiener Musikverein statt. Dirigent war erneut, zum nunmehr siebenten Mal, Lorin Maazel, der bereits die Neujahrskonzerte 1980 bis 1985 in direkter Nachfolge des legendären Willi Boskovsky geleitet hatte. Es war gleichzeitig das letzte der Konzerte, die vom gleichen Dirigenten geleitet wurde, mit dem folgenden Konzert, 1987 beginnend, setzte dann der jährliche Wechsel des ausgewählten Dirigenten ein.

## Programm

### 1. Teil
1. Johann Strauss (Sohn): Ouvertüre zur Operette Waldmeister
2. Johann Strauss (Sohn): Stadt und Land, Polka mazur, op. 322
3. Johann Strauss (Vater): Sperl-Galopp, op. 42
4. Johann Strauss (Sohn): Wein, Weib und Gesang, Walzer, op. 333
5. Johann Strauss (Sohn): So ängstlich sind wir nicht, Schnell-Polka, op. 413

### 2. Teil
1. Franz von Suppè: Ouvertüre zur Operette Die schöne Galathée
2. Josef Strauss: Die Libelle, Polka mazur, op. 204
3. Josef Strauss: Dorfschwalben aus Österreich, Walzer, op. 164
4. Josef Strauss: Plappermäulchen (Musikalischer Scherz), Polka schnell, op. 245
5. Johann Strauss (Sohn): Stürmisch in Lieb’ und Tanz, Polka schnell, op. 393
6. Johann Strauss (Sohn): Künstlerleben, Walzer, op. 316
7. Johann Strauss (Sohn): Egyptischer Marsch, op. 335
8. Johann Strauss (Sohn): Leichtes Blut, Polka schnell, op. 319

### Zugaben
1. Johann Strauss (Sohn): Éljen a Magyár! , Polka schnell, op. 332
2. Johann Strauss (Sohn): An der schönen blauen Donau, Walzer, op. 314
3. Johann Strauss (Vater): Radetzky-Marsch, op. 228

Werkliste und Reihenfolge sind der Website der Wiener Philharmoniker entnommen.
Bisher nicht in einem Neujahrskonzert aufgeführte Werke waren nicht Bestandteil des Programms.

## Besetzung (Auswahl)
- Lorin Maazel, Dirigent
- Wiener Philharmoniker